# Camilo Plácido Crous y Salichs
Camilo Plácido Crous y Salichs OFMCap (* 16. Juni 1896 in Calella; † 20. Januar 1985) war ein spanischer römisch-katholischer Ordensgeistlicher und Apostolischer Vikar von Sibundoy.

## Leben
Camilo Plácido Crous y Salichs trat der Ordensgemeinschaft der Kapuziner bei und empfing am 20. Dezember 1919 das Sakrament der Priesterweihe.
Am 10. April 1947 ernannte ihn Papst Pius XII. zum Titularbischof von Cratia und zum Apostolischen Vikar von Caquetá. Der Apostolische Nuntius in Kolumbien, Erzbischof Giuseppe Beltrami, spendete ihm am 6. Juli desselben Jahres die Bischofsweihe; Mitkonsekratoren waren der Weihbischof in Bogotá, Emilio de Brigard Ortiz, und der Apostolische Vikar von Guajira, Vicente Roig y Villalba OFMCap.
Papst Pius XII. bestellte ihn am 8. Februar 1951 zum ersten Apostolischen Vikar von Sibundoy. Crous y Salichs nahm an allen vier Sitzungsperioden des Zweiten Vatikanischen Konzils teil. Am 16. Januar 1971 nahm Papst Paul VI. das von Camilo Plácido Crous y Salichs vorgebrachte Rücktrittsgesuch an.